# Zukninska kronika
Zukninska kronika je srednjeveška kronika, napisana v klasičnem sirskem jeziku, ki zajema dogodke od stvarjenja do leta 775 n. št. Kroniko so napisali najverjetneje v samostanu Zuknin blizu Amide (sodobno turško mesto Diyarbakır) na zgornjem Tigrisu. Delo je ohranjeno v enem samem rokopisu (Cod. Vat. 162), shranjenem v Vatikanski knjižnici. V četrtem delu kronike je podroben opis življenja krščanskih skupnosti na Bližnjem vzhodu, vključno s Sirijo, Mezopotamijo, Palestino in Egiptom, med in po muslimanskem osvajanju.
Kronika ima štiri dele. Prvi del sega v obdobje Konstantina Velikega in je v glavnem povzetek Evzebijeve Kronike. Drugi del sega do Teodozija II. in natančno sledi cerkveni zgodovini Sokrata Konstantinopelskega, medtem ko tretji del, ki sega do Justina II., povzema drugi del Zgodovine Janeza Efeškega. Ta del je zanimiv, ker je izvirnik izgubljen. Četrti del ni kompilacija, tako kot prejšnji, temveč izvirno delo avtorja in sega v leto 774-775, očitno v čas, ko je pisal. 
Učenjak Assemani je kroniko pripisal Dioniziju I. Telmaharoju, sirskemu kronistu iz poznega 8. stoletja, od tod tudi ime Psevdo-Dionizijeva kronika, ki ga uporabljajo nekateri avtorji. Ob Chabotovi objavi četrtega dela kronike sta Theodor Nöldeke in Nau pokazala, da se je Assemani zmotil in da je bil največji del zadevne kronike delo zgodnejšega pisca, najverjetneje Jozue Stilita iz Zuknina, čigar ime je vstavljeno v kolofon ohranjenega rokopisa iz 9. stoletja, ki vsebuje kroniko.
Avtor je bil ljubiteljski zgodovinar, njegov cilj pa je bil moralni poduk in ne zgodovina kot taka. Njegovo delo je jasno navezano na starejša dela, zato je bil obtožen plagiatorstva, vendar vse kaže, da je bil pošten glede tega, kar je pripovedoval.  Avtor je v kroniki pogosto opisoval znamenja. V kroniko je vključena risba Halleyjevega kometa leta 760 in risbe polarnega sija leta 771/772 in junija 773.
Rokopis Vat 162 je pravzaprav prvi osnutek rokopisa. Nadaljnje revizije ali kopije niso znane.
Kronika vsebuje različne zgodovinske podatke o krščanskih skupnostih Bližnjega vzhoda in njihovih odnosih z lokalnimi muslimanskimi oblastmi. Vsebuje tudi zapiske o lokalni kulturi, jezikih in različnih narodih. Ko je avtor omenil svoje ljudstvo, je zanj uporabil imeni Surjaje (Sirci) in Aramaje (Aramejci). Svoje ljudstvo je opredelil kot "Aramove sinove"  ali "Aramove otroke".
V kroniki je bil pod vplivom svetopisemske simbolike izraz Asirci uporabljen kot metaforična oznaka za muslimanske Arabce kot osvajalce in vladarje dežele, ki so bili retorično opisani z obsežno uporabo svetopisemskih sklicevanj na sovraštvo med starimi Hebrejci in Asirci. Slednje je bilo pogost motiv v različnih srednjeveških kronikah.